# Złoto Yamashity

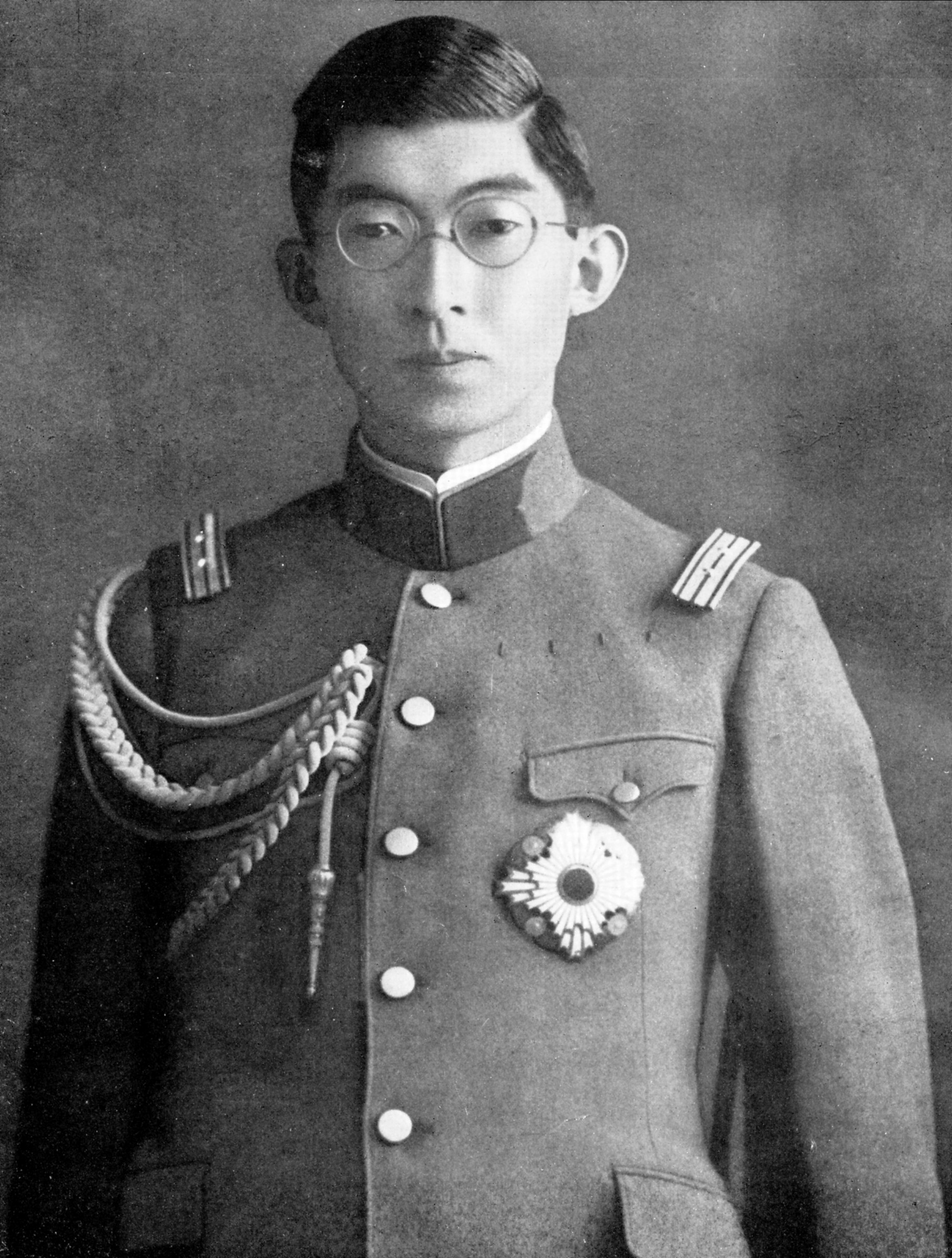
książę Yasuhito Chichibu

Złoto Yamashity (Skarb Yamashity) − termin odnoszący się do rzekomego bogatego łupu zrabowanego w Azji południowo-wschodniej przez wojska japońskie podczas II wojny światowej i ukrytego w jaskiniach, tunelach i innych górskich kryjówkach na obszarze Filipin. Nazwę swą zawdzięcza japońskiemu generałowi Tomoyukiemu Yamashicie, zwanemu „Tygrysem Malajskim”. Wprawdzie doniesienia, że skarbiec pozostaje w ukryciu na Filipinach, ściągają tam łowców złota z całego niemal świata od ponad pół wieku, jego istnienie podważa większość ekspertów.

## Rabunek i rzekome ukrycie
Głównymi zwolennikami teorii o istnieniu Złota Yamashity jest amerykańskie pisarskie małżeństwo Peggy i Sterling Seagrave, którzy napisali na ten temat dwie książki: The Yamato Dynasty: the Secret History of Japan's Imperial Family (2000) i Gold Warriors: America's Secret Recovery of Yamashita's Gold (2003). Seagrave'owie dowodzą, że rabunków na ogromną skalę dokonywali zarówno gangsterzy yakuza, jak i przedstawiciele elit japońskiego społeczeństwa z cesarzem Hirohito na czele. Rząd japoński miał jakoby zamiar przeznaczyć południowoazjatyckie łupy na dalsze finansowanie wojny. Seagrave'owie twierdzą, że Hirohito mianował swego brata, księcia Chichibu, szefem tajnej organizacji Kin no yuri („Złota Lilia”), stworzonej właśnie w tym celu. Domniemywa się, że większość tych, którzy znali miejsca ukrycia skarbów, zginęła w czasie wojny, względnie była później sądzona za zbrodnie wojenne i skazana na śmierć lub wieloletnie więzienie przez aliantów. Sam Yamashita został skazany za zbrodnie wojenne i powieszony 23 lutego 1946 roku.
Według doniesień, na łup składały się różnorakie precjoza zrabowane z banków (depozyty), świątyń, muzeów, a nawet z domów prywatnych. Generał Tomoyuki Yamashita miał z tym tyle wspólnego, że w roku 1944 objął naczelne dowództwo wojsk japońskich na Filipinach.
Wielorakie źródła potwierdzają, że zrabowane skarby były początkowo gromadzone w Singapurze, ale potem wywieziono je na Filipiny. Japończycy mieli nadzieję, że uda im się je z czasem przetransportować do Japonii, ale wraz z rozwojem działań wojny na Pacyfiku alianckie okręty podwodne i lotnictwo przyczyniały się do gwałtownego wzrostu strat statków japońskiej marynarki handlowej. Być może niektóre statki, wiozące część skarbów do Japonii, zostały zatopione.
Seagrave'owie (i kilka innych osób) twierdzą, że amerykański wywiad wojskowy OSS zlokalizował większość miejsc ukrycia skarbu, lecz współdziałał niejako z Hirohito i innymi przedstawicielami japońskich elit w zaprzeczaniu jakoby taki skarb istniał. Następczynie OSS, CIA i AFSA, używały tej fortuny dla finansowania tajnych operacji wywiadowczych w okresie zimnej wojny. Takie i inne pogłoski zachęciły do działania wielu poszukiwaczy skarbów, ale większość ekspertów i filipińskich historyków jest zdania, że nie ma na to wystarczających dowodów.
Wielu ludzi, zarówno Filipińczyków jak i obcokrajowców, nadal poszukuje ukrytego skarbu. Zdarzały się przy tej okazji przypadki śmierci, zranienia, lub utraty majątku.

## Opinie sceptyków
Profesor Uniwersytetu Filipińskiego, Rico Jose, kwestionuje sensowność przewiezienia skarbu z kontynentu na wyspy: „W roku 1943 Japończycy utracili kontrolę nad morzami... Nie miało najmniejszego sensu posyłać coś tak wartościowego tutaj wiedząc, że prędzej czy później wpadnie to w ręce Amerykanów. Znacznie bardziej racjonalne byłoby przewiezienie skarbu na Tajwan lub do Chin kontynentalnych”.
Dyrektor filipińskiego Narodowego Instytutu Historycznego dr Ambeth Ocampo komentuje to tak: „Często spotykam się z dwoma mitami związanymi z bogactwem; pierwszy z nich mówi o złocie Yamashity, a drugi o tym, że fortunę Cojuangco zapoczątkował wór pieniędzy…”. Ocampo mówi też: „Przez minione półwiecze wielu ludzi, Filipińczyków i nie tylko, traciło czas, pieniądze i energię na szukanie iluzyjnego skarbu Yamashity”. Profesor dodaje: „Najbardziej dziwi mnie to że, mimo liczby poszukiwaczy, ich map i coraz bardziej skomplikowanych wykrywaczy metali, nikt nic nie znalazł”.

## Sprawa Rogelio Roxasa
W marcu 1988 roku filipiński poszukiwacz skarbów nazwiskiem Rogelio Roxas wytoczył na Hawajach sprawę sądową byłemu prezydentowi Filipin Ferdinandowi Marcosowi i jego żonie Imeldzie, oskarżając ich o kradzież i naruszenie dóbr osobistych. Roxas zeznał, że w roku 1961 w mieście Baguio spotkał syna japońskiego wojskowego, który dał mu mapę z naniesioną lokalizacją legendarnego skarbu Yamashity. Zeznał również, że spotkał innego mężczyznę, który w czasie wojny był tłumaczem Yamashity i że ten powiedział mu, iż widział podziemną komorę pełną złota i srebra oraz złoty posąg buddy schowany w klasztorze w pobliżu podziemnej komory. Roxas zeznał następnie, że w ciągu kilku lat zebrał grupę chętnych szukania skarbu i uzyskał wymagane pozwolenie od sędziego Pio Marcosa, krewnego prezydenta. W roku 1971 Roxas i jego grupa natrafili na podziemną komorę w okolicach Baguio, gdzie znaleźli bagnety, miecze samurajskie, aparaty radiowe i szkielet odziany w resztki japońskiego munduru. Znaleźli tam również, jak zeznał Roxas, metrowej wysokości złotego koloru posąg buddy i liczne skrzynie zajmujące przestrzeń około 2 × 2 × 12 metrów. Jak powiedział, otworzyli tylko jedną skrzynię pełną złotych monet. Zabrali posąg, który mógł ważyć około tony i jedną skrzynię, w której były 24 sztaby złota. Wszystko to ukryli w jego domu. Dodał, że ponownie zamaskował wejście do komory, by wrócić wtedy, gdy grupa będzie w stanie wynieść i przetransportować resztę skrzyń, w których – jego zdaniem – również znajdowało się złoto. Roxas powiedział, że sprzedał siedem sztab z otwartej skrzyni i poszukiwał nabywcy posągu. Dwaj osobnicy, reprezentujący potencjalnego klienta, przeegzaminowali metal, z którego sporządzono posąg i oświadczyli, powiedział Roxas, że jest on odlany z czystego, 20-karatowego złota. Wkrótce potem prezydent Ferdinand Marcos dowiedział się o odkryciu Roxasa, nakazał więc aresztować go, pobić i zabrać buddę i pozostałe złoto. Roxas zeznał, że w odpowiedzi na jego żądanie zwrotu skarbu, został – na rozkaz Marcosa – ponownie pobity, a w końcu uwięziony na ponad rok.
Po wyjściu z więzienia Roxas odczekał do chwili, gdy Marcos w roku 1986 przestał być prezydentem. W roku 1988 Roxas oraz grupa zwąca się „Golden Budha Corporation” wytoczyli sprawę Ferdinandowi i Imeldzie przed sądem stanowym na Hawajach. Roxas zmarł w przeddzień rozpoczęcia procesu, ale zdążył złożyć wyczerpujące zeznania, które mogły później zostać użyte jako dowód w sprawie. W roku 1996 spadkobiercy Roxasa i „Golden Budha Corporation” wygrali sprawę, która zakończyła się przyznaniem najwyższego odszkodowania w historii sądownictwa: 22 miliardy USD, które po doliczeniu odsetków wzrosły do kwoty 40,5 miliarda USD Po kilku latach odwołań obu stron Sąd Najwyższy Hawajów uznał, że odszkodowanie może dotyczyć jedynie posągu i 17 sztab złota, za co ostatecznie przyznano stronie 13 275 848 USD, a spadkobiercy Roxasa otrzymali dodatkowo 6 milionów za naruszenie jego praw.

## Wątpliwości
W całej tej sprawie nasuwa się kilka poważnych wątpliwości:
1. Proces przeciwko Ferdinandowi i Imeldzie Marcos odbywał się w czasie, gdy oboje stracili ostatecznie (wcześniej bardzo silne) poparcie Stanów Zjednoczonych, a więc wyrok sądu na Hawajach mógł być stronniczy;
2. Roxas i jego wspólnicy otworzyli tylko jedną skrzynię, pełną złotych monet, ale zabrali inną, ze sztabami. Widać tu wyraźnie brak logicznego wytłumaczenia działań;
3. Złoty posąg buddy nigdy nie został odnaleziony, wobec czego jego wartość (o ile istniał) jest jedynie hipotetyczna;
4. Wyrok sądu opiera się wyłącznie na złożonych przed śmiercią zeznaniach Roxasa. Nie wiadomo, na ile były one prawdziwe;
5. Anonimowy syn nieznanego z imienia i nazwiska japońskiego żołnierza przekazał Roxasowi informacje o miejscu ukrycia skarbu. W jakich okolicznościach to nastąpiło i dlaczego sam nie próbował tego skarbu zdobyć?
6. To samo pytanie można odnieść do rzekomego tłumacza Yamashity;
7. Podczas procesu Yamashity nigdy nie padło pytanie o ukryte przezeń skarby, a przecież powinno być zadane (sędziowie nie musieli i nie mogli wiedzieć o rzekomym działaniu OSS), gdyby istniały jakiekolwiek podejrzenia w tej sprawie.